# Rhacophorus duboisi
Rhacophorus duboisi és una espècie de granota que es troba a la Xina i el Vietnam.
Està amenaçada d'extinció per la pèrdua del seu hàbitat natural.